# Pierre Fontaine
Pierre Fontaine (Rouen, 1380 – 1450) è stato un compositore francese, operante nel periodo di transizione fra il medioevo e il rinascimento, fu membro della scuola di Borgogna. Nonostante fosse al suo tempo un compositore molto noto, pochissime delle sue opere sono pervenute fino a noi. Le uniche musiche di cui conosciamo l'esistenza sono delle chanson profane.

## Biografia
Fontaine nacque a Rouen e si presume vi abbia compiuto i primi studi musicali. Nel 1403 cantava nella cappella musicale della corte di Borgogna alle dipendenze di Filippo II di Borgogna, e dopo la sua morte e la conseguente dissoluzione della stessa, si trasferì alla Ste. Chapelle di Bourges, dove rimase fino al 1407.
Tornò alla cappella di Borgogna quando essa venne ricostituita, dopo un periodo di inattività, da Giovanni di Borgogna successore di Filippo II. Quando nel 1419 il duca morì, egli lasciò l'incarico e si trasferì nel nord Italia entrando nella cappella di papa Martino V dove rimase fino ai primi anni venti del XV secolo. Verso il 1430 tornò in Borgogna ed entrò nuovamente nella cappella del nuovo duca Filippo il Buono, dove rimase almeno fino al 1447. Non vi è alcuna notizia sulla sua morte ma la sua sostituzione nella cappella avvenne nel 1451.

## Musica
Soltanto sette delle sue opere sono giunte fino ai nostri giorni e sono sei rondeau e ballate, due dei tre generi di chanson conosciute a quei tempi. Tutti i pezzi sono scritti per tre voci.
La maggior parte dei pezzi di Fontaine sono molto concisi. Una trascrizione di Pastourelle en un vergier, trascritta in notazione musicale moderna, è costituita da sole undici battute.  La tessitura è molto semplice con una linea melodica superiore secondo la tradizione della scuola di Borgogna.

## Opere
1. A son plaisir volentiers serviroye (rondeau)
2. De bien amer (rondeau)
3. J'ayme bien celui qui s'en va (contiene indicazioni per l'impiego di una tromba da tirarsi nella voce bassa) (rondeau)
4. Mon cuer pleure (rondeau)
5. Pastourelle en un vergier (ballata)
6. Pour vous tenir/Mon doulx amy
7. Sans faire de vous departie (un arrangiamento del pezzo, con l'uso del tenor come una bassa danza[3] è pervenuto in un manoscritto di Bruxelles appartenuto a Margherita d'Austria, nipote di Carlo I di Borgogna)[4]